# Jacob Schoenmaker
Jacob Schoenmaker (1972) is een Nederlands econoom en een van de dagelijkse gezichten van het televisieprogramma RTL Z.
Schoenmaker is in 1997 afgestudeerd in economie aan de Universiteit van Amsterdam. In datzelfde jaar begon hij als International Economist bij de Rabobank. Daarna ging Schoenmaker aan de slag als Portfolio Manager bij Aegon Asset Management, daar werkte hij tussen 1999 en 2005. Sinds 1 juli 2005 is Schoenmaker elke dinsdag en de laatste jaren alleen nog donderdag vaste beurscommentator van RTL Z.